# Tide Setubal
Mathilde de Azevedo Setúbal, mais conhecida como Tide Setúbal (1925-1977) destacou-se por seus trabalhos sociais nas regiões pobres da cidade de São Paulo, estando à frente do Corpo Municipal de Voluntários (CMV). Tide foi casada com o ex-prefeito da cidade e acionista majoritário do Banco Itaú, Olavo Setúbal. 